# Bernd Hambüchen
Bernd Hambüchen (* 1940 in Odenthal bei Köln) ist ehemaliger Direktor der Volkshochschule Köln, Schriftsteller und Publizist. Heute lebt er in Overath bei Köln.

## Leben
Er studierte Antike Sprachen, Geschichte, Philosophie, Theaterwissenschaften und Sozialwissenschaften in Köln und München. Sein Studium schloss er 1967 mit dem Staatsexamen an der Universität Köln ab. Die Promotion erlangte er 1966 mit einer Doktorarbeit über die Schrift von Seneca „De brevitate vitae“.
Nach dem Studium war er 1967–1974 als Gymnasiallehrer, vornehmlich in Köln tätig. Von
1974 an arbeitete er in der Erwachsenenbildung, zunächst als Fachbereichsleiter für Philosophie, Theologie und Pädagogik an der Volkshochschule Köln, einer der größten Einrichtungen der Erwachsenen- und Weiterbildung Deutschlands.
Dort wurde er 1979 Abteilungsleiter für die „geisteswissenschaftlichen Fächer“, 1983 stellvertretender Direktor und 1998 Direktor.
Neben seiner Tätigkeit an der Volkshochschule war er langjähriger Lehrbeauftragter für Erwachsenenpädagogik an der Universität Köln und für Sozialpädagogik an der Fachhochschule Köln und arbeitete in unterschiedlichen Gremien des Deutschen Volkshochschulverbandes und des Landesverbandes der Volkshochschulen in NRW (u. a. als langjähriger Vorsitzender des Ausschusses für Weiterbildung).
1998–2005 war er Direktor der Kölner Volkshochschule. Während seiner Amtszeit sorgte er insbesondere für die Neustrukturierung und finanzielle Konsolidierung der Einrichtung sowie für deren pädagogische Neuorientierung und Zertifizierung. 2005 ging er in den Ruhestand.

## Schriftstellerische Tätigkeit
Seitdem widmet er sich Tätigkeiten, die während seines Berufslebens zu kurz gekommen sind: dem Klavierspiel, der Malerei und Schriftstellerei. Er schreibt Kurzgeschichten und Gedichte in Hochdeutsch und Kölsch, der Kölner Mundart.
Seine Geschichten erzählen von vergnüglichen Stunden und stiller Schadenfreude, den Rätseln und Tücken des Alltags, von verpassten Gelegenheiten, schicksalhaften Begegnungen und den langen Schatten der Vergangenheit. Rheinländisch humorvoll führen sie in unwegsames Gelände und in die trügerische Idylle der Provinz. Nachdenklich ernst decken sie seelische Abgründe auf, offenbaren Lebensentwürfe und die Last persönlicher Verantwortung. Die Gedichte spiegeln die Erzählungen und verleihen ihnen eine neue Gefühlstiefe.

## Literarisches
- SommerRegentage – Geschichten und Gedichte. Frankfurt am Main 2008, ISBN 978-3-89950-322-7.
- Monolog einer Unterhose und andere Erzählungen. Frankfurt am Main 2009, ISBN 978-3-89950-492-7.
- Collection deutscher Erzähler – Eine Anthologie neuer deutschsprachiger Autorinnen und Autoren. Frankfurt am Main 2010, ISBN 978-3-8301-1297-6.